# Dâlma (okręg Mehedinți)
Dâlma – wieś w Rumunii, w okręgu Mehedinți, w gminie Bala. W 2011 roku liczyła 288 mieszkańców.